# John Fahey
Pour les articles homonymes, voir Fahey.
Pour le premier ministre de Nouvelle-Galles du Sud, voir John Fahey (homme politique).
John Fahey (28 février 1939 - 22 février 2001) est un guitariste et compositeur américain. Il a enregistré au début de sa carrière sous le nom de Blind Thomas.

## Biographie
John Fahey a passé toute son enfance à Takoma Park dans la banlieue de Washington DC.
Il crée la maison de disques Takoma dans les années 1960, qui aide à faire découvrir des guitaristes comme Leo Kottke, Peter Lang (en), Toulouse Engelhardt (en), Richard Ruskin ainsi que Robbie Basho (en).
En 1996, il décide de développer une nouvelle édition : Revenants Records qui produit des artistes de folk et de blues. 
En 2013, James Cullingham réalise le documentaire In Search of Blind Joe Death : The Saga of John Fahey.
En 2016, Peter Lang, Toulouse Engelhardt et Rick Ruskin qui ont enregistré des albums sous le label Takoma décident de partir en tournée aux États-Unis en mars et avril cette même année.

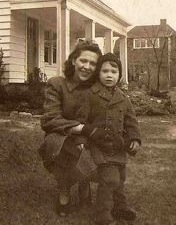
John Fahey enfant et sa mère, en 1945 à Takoma Park.
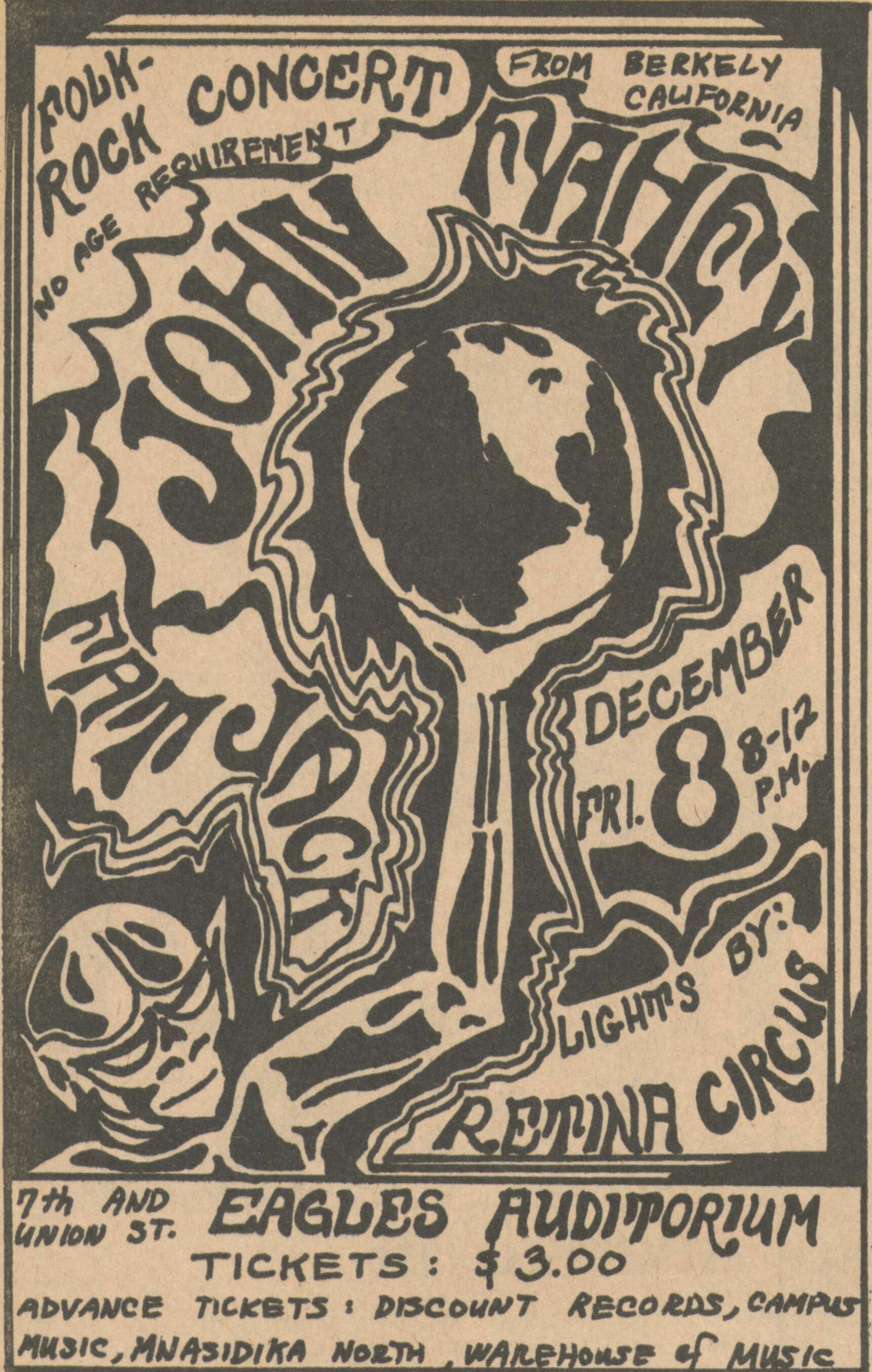
Annonce pour un concert de John Fahey dans un journal underground de Seattle (1967).
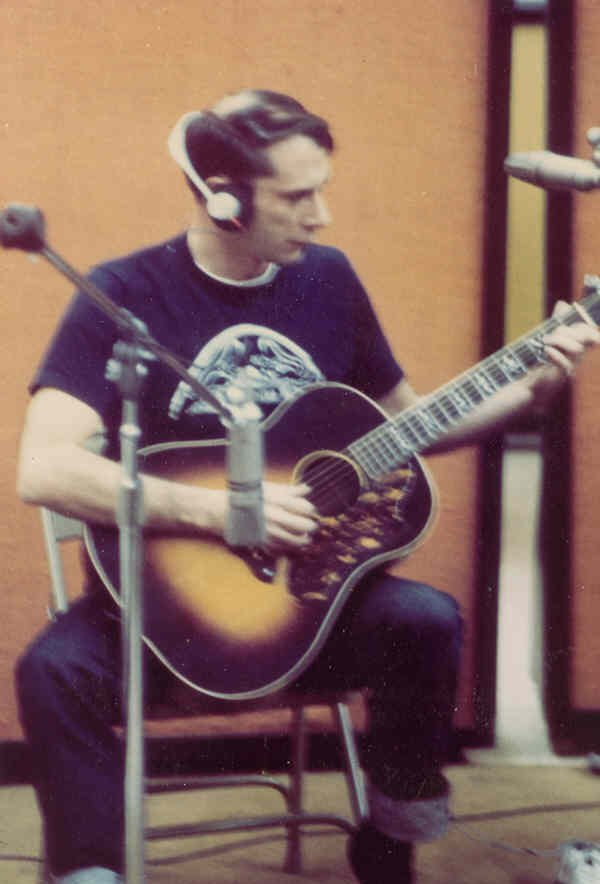
John Fahey en studio (vers 1970).

## Style musical
John Fahey est l'un des premiers guitaristes à jouer des solos pour la guitare acoustique à cordes métalliques.
Il est difficile de le classer, car il est influencé par le folk américain, la musique classique, la musique brésilienne et la musique indienne. Dans certaines de ses dernières œuvres, il expérimente les dissonances et le bruit ; ces dernières œuvres ont été comparées à la musique concrète et la musique industrielle.

## Comme auteur
John Fahey est l'auteur d'articles volumineux où (entre autres) il se moque de la musique folk actuelle.
Il a écrit deux livres : Charley Patton, une étude sur le célèbre bluesman, et How Bluegrass Music Destroyed My Life (comment le bluegrass a détruit ma vie), un livre d'essais et une fiction autobiographique.

## Discographie
- 1958-1962
  - Session Fonotone (pistes enregistrées auparavant en 78 tours)

- 1959
  - Blind Joe Death

- 1963
  - Death Chants, Breakdowns and Military Waltzes (1re édition)

- 1964
  - The Dance of Death and Other Plantation Favorites (réédité en 1999 avec des pistes supplémentaires)
  - Blind Joe Death (2e édition: 3 pistes réenregistrées)

- 1965
  - The Transfiguration of Blind Joe Death

- 1966
  - The Great San Bernardino Birthday Party and Other Excursions
  - A Raga Called Pat (en Finlande seulement)
  - Old Time Texas and Oklahome Fiddlin'

- 1967
  - Days Have Gone
  - Blind Joe Death (3e édition: entièrement réenregistrée)
  - Death Chants, Breakdowns and Military Waltzes (2e édition ; entièrement réenregistrée sauf 2 morceaux)

- 1968
  - Requia
  - The Yellow Princess
  - The Voice of the Turtle

- 1969
  - Guitar Guitar (vidéo)
  - Memphis Swamp Jam (3 duos avec Bill Barth)
  - The New Possibility

- 1971
  - America (la version complète paraît en 1998)

- 1972
  - Of Rivers and Religion

- 1973
  - After the Ball
  - Fare Forward Voyagers (Soldier’s Choice)

- 1974
  - Leo Kottke, Peter Lang & John Fahey
  - Old Fashioned Love

- 1975
  - Christmas with John Fahey Vol. 2

- 1977
  - The Best of John Fahey 1958-1977

- 1979
  - John Fahey Visits Washington D.C.

- 1980
  - Yes! Jesus Loves Me
  - Live in Tasmania

- 1981
  - Railroad

- 1982
  - Christmas Guitar Volume I (un réenregistrement de The New Possibility)
  - The Guitar of John Fahey - 6 one-hour tutorial cassettes

- 1983
  - Let Go
  - Popular Songs of Christmas and New Year’s

- 1985
  - Rain Forests, Oceans and Other Themes

- 1987
  - I Remember Blind Joe Death

- 1989
  - God, Time and Causality

- 1990
  - Old Girlfriends and Other Horrible Memories

- 1991
  - The John Fahey Christmas Album

- 1994
  - The Return of the Repressed (rééditions)

- 1996
  - John Fahey in Concert (vidéo)
  - Double 78

- 1997
  - The Mill Pond (double EP)
  - City of Refuge
  - Womblife
  - The Epiphany of Glenn Jones

- 1998
  - Georgia Stomps, Atlanta Struts and Other Contemporary Dance Favorites

- 2000
  - Hitomi
  - The John Fahey Trio (1)
  - The John Fahey Trio (2)

}

## Filmographie
- In Search of Blind Joe Death
- Toni, en Famille'